# Moussonia ampla
Moussonia ampla är en tvåhjärtbladig växtart som beskrevs av L.E. Skog. Moussonia ampla ingår i släktet Moussonia och familjen Gesneriaceae. Inga underarter finns listade i Catalogue of Life.